# Куп домаћих нација 1899.
Куп домаћих нација 1899. (службени назив: 1899 Home Nations Championship) је било 17. издање овог најелитнијег репрезентативног рагби такмичења Старог континента.
Куп су освојили Ирци.

## Такмичење
Велс - Енглеска 26-3
Ирска - Енглеска 6-0
Шкотска - Ирска 3-9
Шкотска - Велс 21-10
Енглеска - Шкотска 0-5
Велс - Ирска 0-3

## Табела
|   | Селекција                     | ИГ | Д | Н | И | ПД | ПП | ПР  | Б |  |
| - | ----------------------------- | -- | - | - | - | -- | -- | --- | - |  |
| 1 | Рагби репрезентација Ирске    | 3  | 3 | 0 | 0 | 18 | 3  | +15 | 6 |  |
| 2 | Рагби репрезентација Шкотске  | 3  | 2 | 0 | 1 | 29 | 19 | +10 | 4 |  |
| 3 | Рагби репрезентација Велса    | 3  | 1 | 0 | 2 | 36 | 27 | +9  | 2 |  |
| 4 | Рагби репрезентација Енглеске | 3  | 0 | 0 | 3 | 3  | 37 | -34 | 0 |  |